# The Rapture (film din 1991)
The Rapture  este un film din 1991, gen dramă psihologică, religioasă, regizat de Michael Tolkin, al cărui scenariu a fost scris de Michael Tolkin. În rolurile principale: Mimi Rogers, David Duchovny, Will Patton și Darwyn Carson.
1. ↑   http://www.filmaffinity.com/en/film250943.html, accesat în 26 mai 2016 Lipsește sau este vid: |title= (ajutor)
2. 1 2   http://www.imdb.com/title/tt0102757/, accesat în 26 mai 2016 Lipsește sau este vid: |title= (ajutor)
3. ↑   http://www.filmaffinity.com/es/film250943.html, accesat în 26 mai 2016 Lipsește sau este vid: |title= (ajutor)